# Număr Kaprekar
În matematică, un număr natural într-o bază de numerație dată este un număr Kaprekar {\displaystyle p} dacă reprezentarea pătratului său în acea bază poate fi împărțită în două părți, în care a doua parte are {\displaystyle p} cifre, care se adaugă la numărul original. Numerele poartă numele matematicianului indian D. R. Kaprekar.
Fie {\displaystyle k} un întreg pozitiv cu un număr de {\displaystyle n} cifre; dacă pătratul lui {\displaystyle k} poate fi de-concatenat în două numere {\displaystyle q} și {\displaystyle r} ({\displaystyle q} cel de la stânga, iar {\displaystyle r} cel de la dreapta), {\displaystyle q} având {\displaystyle n} sau {\displaystyle n-1} cifre, iar {\displaystyle r} având {\displaystyle n} cifre, astfel încât {\displaystyle q+r=k}, atunci {\displaystyle k} este un număr Kaprekar.
Prin convenție, {\displaystyle r} poate începe cu cifra 0, dar trebuie să fie un număr pozitiv.
De-concatenarea este operația inversă concatenării (exemplu: dacă numerele 1 și 8 concatenate dau numărul 18, atunci din 18 de-concatenat se obțin numerele 1 și 8). 
Primele numere Kaprekar sunt 
1, 9, 45, 55, 99, 297, 703, 999, 2223, 2728, 4879, 4950, 5050, 5292, 7272, 7777, 9999, 17344, 22222.
deoarece
12 = 1 și 1 = 0 + 1;
92 = 81 și 9 = 8 + 1;
452 = 2025 și 45 =  20 + 25
552 = 3025 și 55 =  30 + 25
992 = 9801 și 99 =  98 + 01 ș.a.m.d.